# Janczewko
Janczewko – wieś w Polsce położona w województwie podlaskim, w powiecie łomżyńskim, w gminie Jedwabne.
Wierni kościoła rzymskokatolickiego należą do parafii św. Jakuba Apostoła w Jedwabnem.

## Historia
W czasach zaborów w granicach Imperium Rosyjskiego. W latach 1921–1939 wieś leżała w województwie białostockim, w powiecie kolneńskim, w gminie Jedwabne.
Według Powszechnego Spisu Ludności z 1921 roku zamieszkiwały tu 73 osoby w 14 budynkach. Miejscowość należała do parafii rzymskokatolickiej w Jedwabnem. Podlegała pod Sąd Grodzki w Stawiskach i Okręgowy w Łomży; właściwy urząd pocztowy mieścił się w Jedwabnem.
W wyniku napaści ZSRR na Polskę we wrześniu 1939 miejscowość znalazła się pod okupacją sowiecką. 2 listopada została włączona do Białoruskiej SRR. 4 grudnia 1939 włączona do nowo utworzonego obwodu białostockiego. Od czerwca 1941 roku pod okupacją niemiecką. 22 lipca 1941 r. włączona w skład okręgu białostockiego III Rzeszy.
W czasie okupacji niemieckiej mieszkająca we wsi rodzina Wyrzykowskich udzieliła pomocy Leii i Jakubowi Kubrzańskim, Józefowi Grondowskiemu, Leii,  Berekowi i Mosze Olszewiczom, Samuelowi Wasersztajn. W 1991 roku Instytut Jad Waszem podjął decyzję o przyznaniu Aleksandrowi i Antoninie Wyrzykowskim tytułu Sprawiedliwych wśród Narodów Świata.
W latach 1975–1998 miejscowość administracyjnie należała do województwa łomżyńskiego.